# کارلو وردونه
کارلو وردون (ایتالیایی: Carlo Verdone؛ زادهٔ ۱۷ نوامبر ۱۹۵۰) کارگردان و بازیگر اهل ایتالیا است. وی از سال ۱۹۷۵ میلادی تاکنون مشغول فعالیت بوده‌است.

## بخشی از فیلم‌شناسی
از فیلم‌ها یا برنامه‌های تلویزیونی که وی در آن نقش داشته‌است می‌توان به آثار زیر اشاره کرد.
- هم‌کلاسی‌ها
- زیبایی بزرگ
- راهنمای عشق ۳
- راهنمای عشق ۲
- راهنمای عشق
- امشب در منزل آلیس
- لعنت به روزی که تو را ملاقات کردم
- اون حرکتی که خیلی دوستش دارم
- ماه عسل